# Skepphustjärnen
Skepphustjärnen är en sjö i Älvdalens kommun i Dalarna och ingår i Dalälvens huvudavrinningsområde. Sjön har en area på 0,0908 kvadratkilometer och ligger 446,3 meter över havet. Sjön avvattnas av vattendraget Ersbäck.

## Delavrinningsområde
Skepphustjärnen ingår i det delavrinningsområde (677639-139792) som SMHI kallar för Mynnar i Mellansjön. Medelhöjden är 452 meter över havet och ytan är 10,54 kvadratkilometer. Det finns inga avrinningsområden uppströms utan avrinningsområdet är högsta punkten. Ersbäck som avvattnar avrinningsområdet har biflödesordning 3, vilket innebär att vattnet flödar genom totalt 3 vattendrag innan det når havet efter 364 kilometer. Avrinningsområdet består mestadels av skog (73 procent). Avrinningsområdet har 0,27 kvadratkilometer vattenytor vilket ger det en sjöprocent på 2,5 procent.